# أكين مرت دايماز
أكين مرت دايماز (بالتركية: Ekin Mert Daymaz)‏؛ هو ممثل وعارض أزياء تركي هولندي ولد في يوم 2 كانون الأول 1990 في مدينة أرنهايم في هولندا، بدأ التمثيل في سنة 2014.

## روابط خارجية
- أكين مرت دايماز على موقع IMDb (الإنجليزية)
- أكين مرت دايماز على موقع قاعدة بيانات الفيلم (الإنجليزية)
- أكين مرت دايماز على موقع كينوبويسك (الروسية)